# Amabela
Amabela is een geslacht van vlinders van de familie spinneruilen (Erebidae), uit de onderfamilie Catocalinae.

## Soorten
- A. carsinodes Hampson, 1924
- A. delicata Möschler, 1880
- A. leucosticta Dognin, 1914
- A. nigrisparsa Dognin, 1914